# Gustav Stempel
Gustav Stempel (* 1838; † 1915) war ein deutscher Marineoffizier, zuletzt Konteradmiral der Kaiserlichen Marine.

## Leben
Gustav Stempel trat am 17. Dezember 1863 in die Preußische Marine ein. Am 27. Februar 1864 wurde er zum Hilfsfähnrich der Seewehr ernannt.
Als Leutnant zur See (Beförderung am 7. August 1867) war er von der erneuten, kurzen Indienststellung für Versuchszwecke vom 29. Juni 1869; das Schiff war über vier Jahre außer Dienst; bis 9. Juli 1869 Kommandant der Sperber.
Für die letzte Indienststellung Ende Juli 1870, welche für den Einsatz im Deutsch-Französischen Krieg erfolgte, bis Anfang April 1871 übernahm er das Kommando über die Jäger. Am 24. Juli 1870 in Dienst gestellt, gehörte das Kanonenboot anfangs zu den Sicherungsstreitkräften der Elb-, später auf der Wesermündung. Während des Krieges kam es zu keiner Gefechtsberührung mit feindlichen Schiffen. Anschließend wurde die Jäger aus der Liste der Kriegsschiffe gestrichen.
Als Kapitänleutnant (Beförderung am 6. Juni 1871) war er von der erneuten Indienststellung der Drache als Vermessungsschiff von Anfang Mai bis September 1872 deren Kommandant. Bis zum 22. Oktober 1872 war das Schiff vor der holsteinischen Ostküste mit Vermessungsarbeiten unter Leitung des Chefs des Hydrographischen Amtes der Admiralität, Korvettenkapitän Eduard Knorr, beschäftigt. 1873 diente Stempel auf der Friedrich Carl, welche er später auch kommandierte.
Nach der Probefahrt war er als Korvettenkapitän (Beförderung am 18. August 1876) mit reduzierter Mannschaft von Januar 1878 bis Mai 1878 Kommandant der Friedrich der Große. Ende November 1878 wurde er zum Abteilungsführer bei der I. Werftdivision ernannt.
Vom 1. April 1880 bis 15. Oktober 1880 war er Kommandant der Musquito. Im gleichen Jahr wurde er von der I. Werftdivision in Kiel als Direktor an die Maschinisten-, Steuermanns- und Torpedoschule ebenfalls in Kiel kommandiert.  Am 13. März 1881 wurde er von dieser Stellung entbunden. Am 15. April 1881 übernahm er die Luise, die als Schulschiff eingesetzt wurde. Unter seinem Kommando erfolgte ab 19. Juni 1881 die erste große Ausbildungsreise nach Übersee für das Schiff. Ende September 1882 gab er das Kommando ab. Am 6. Februar 1883 wurde er zum Chef des Stabes des Übungsgeschwaders ernannt. Seine Beförderung zum Kapitän zur See erfolgte am 16. August 1883. Die Position als Direktor der Maschinisten-, Steuermanns- und Torpedoschule übernahm er erneut am 14. Oktober 1883. Aus dieser Position heraus wurde er am 6. Januar 1885 Kommandant der Friedrich Carl.
Am 20. September 1887 übernahm er das Kommando über die II. Werftdivision. Am 15. November 1888 wurde er aus dieser Position mit der Verleihung des Charakters als Konteradmiral aus der Marine verabschiedet. Zum 10. Dezember 1889 wurde er mit seiner Pension zur Disposition gestellt.

## Auszeichnungen
Bis 1880 war er u. a. mit dem Roten Adlerorden 4. Klasse und dem Tunesischen Nischan-Jftikar-Orden 2. Klasse ausgezeichnet worden. Bis 1886 kam noch der Roten Adlerorden 3. Klasse mit Schleife (Verleihung am 18. Januar 1885) und der Komtur ohne Stern des venezolanischen Orden der Büste Simon Bolivars (Verleihung am 14. März 1882) hinzu. Am 22. Januar 1888 wurde er mit dem Kronen-Orden 2. Klasse ausgezeichnet.